# Camponotus nossibeensis
Camponotus nossibeensis är en myrart som beskrevs av Andre 1887. Camponotus nossibeensis ingår i släktet hästmyror, och familjen myror. Inga underarter finns listade.

## Bildgalleri

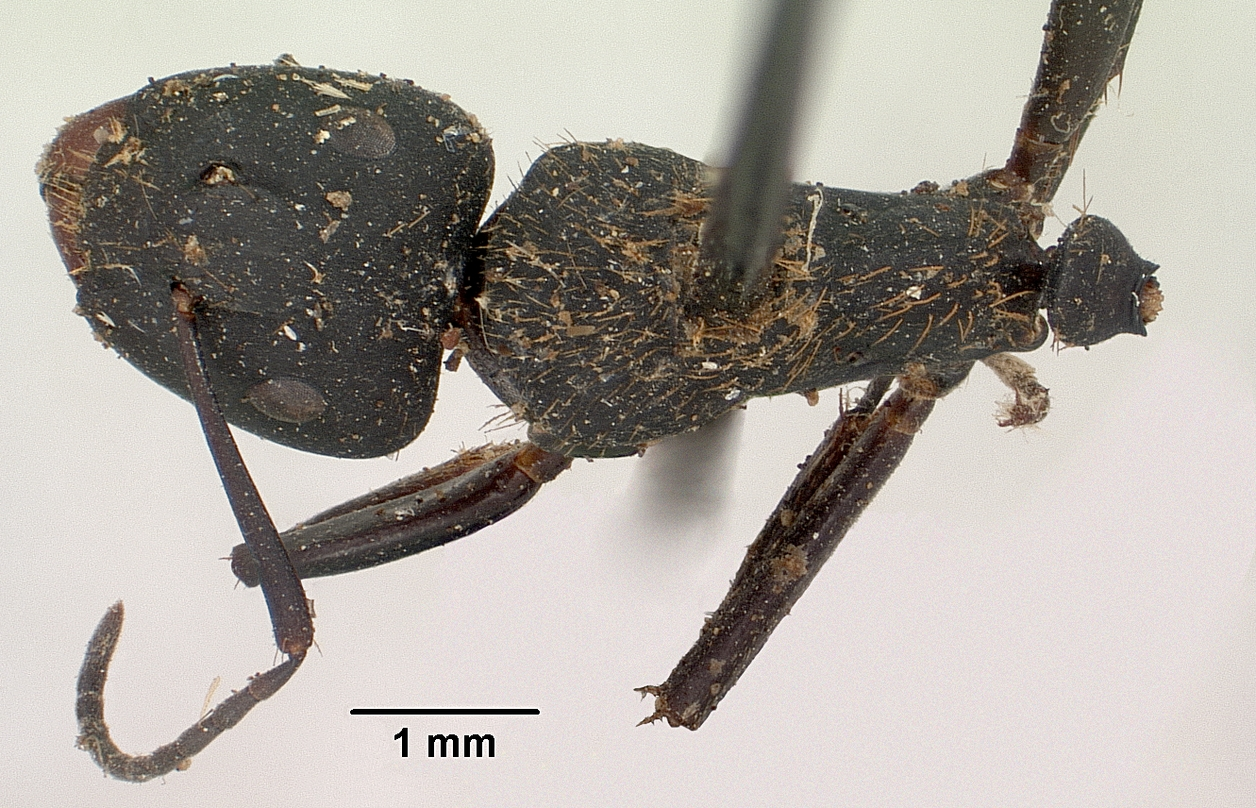
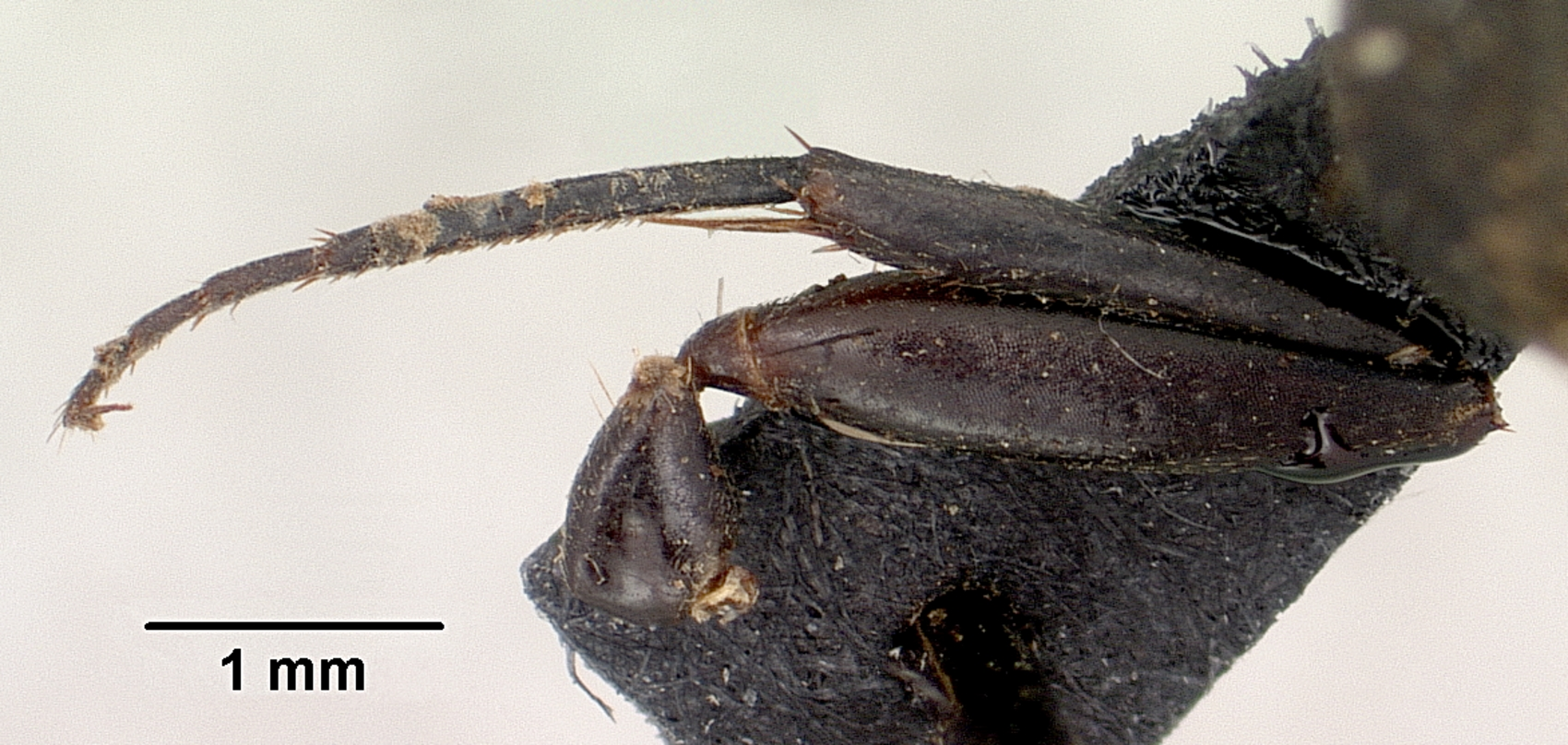
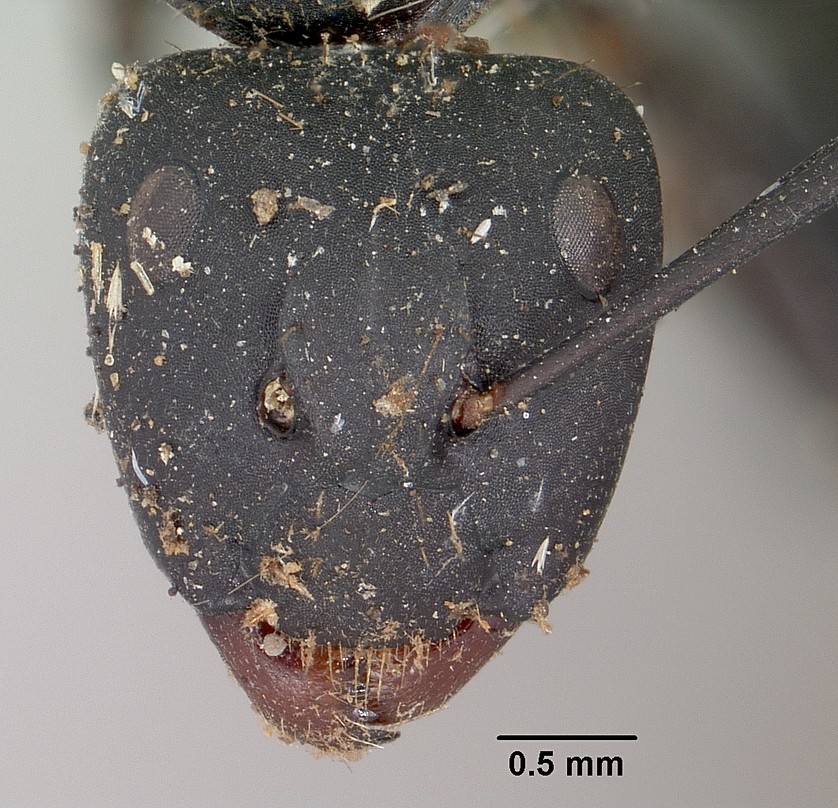
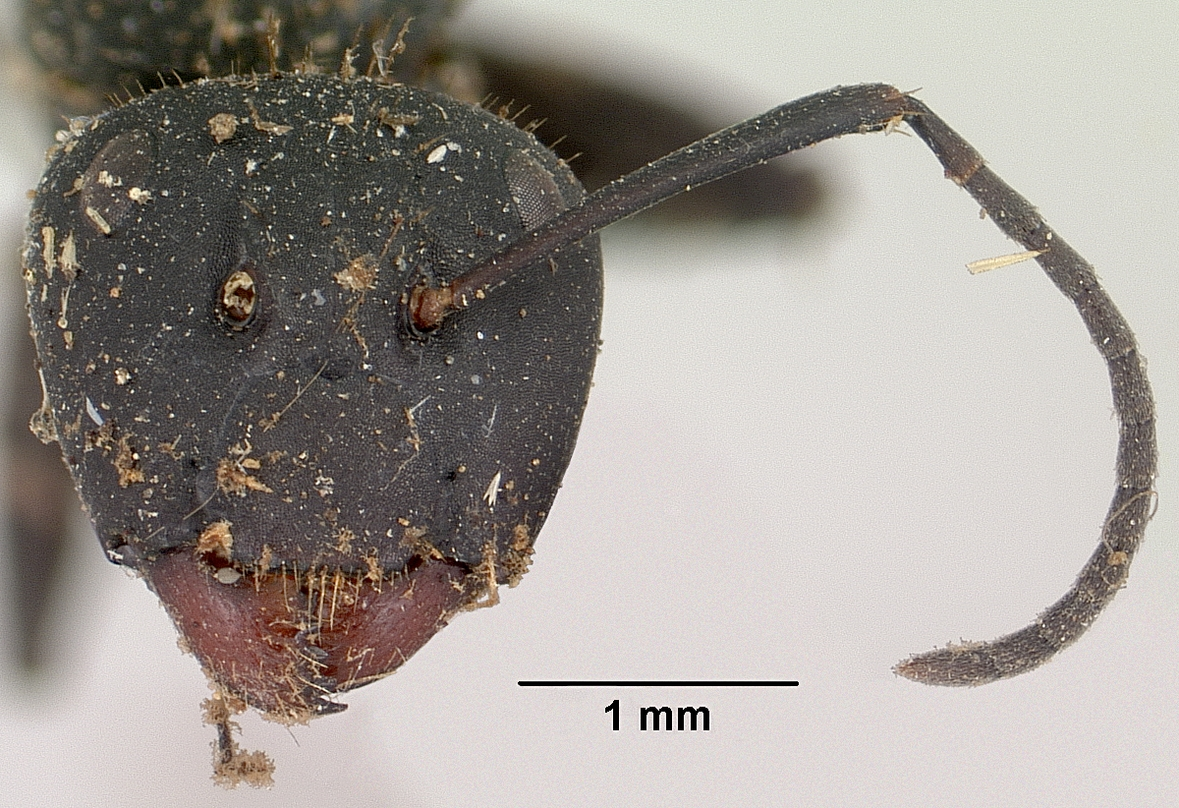
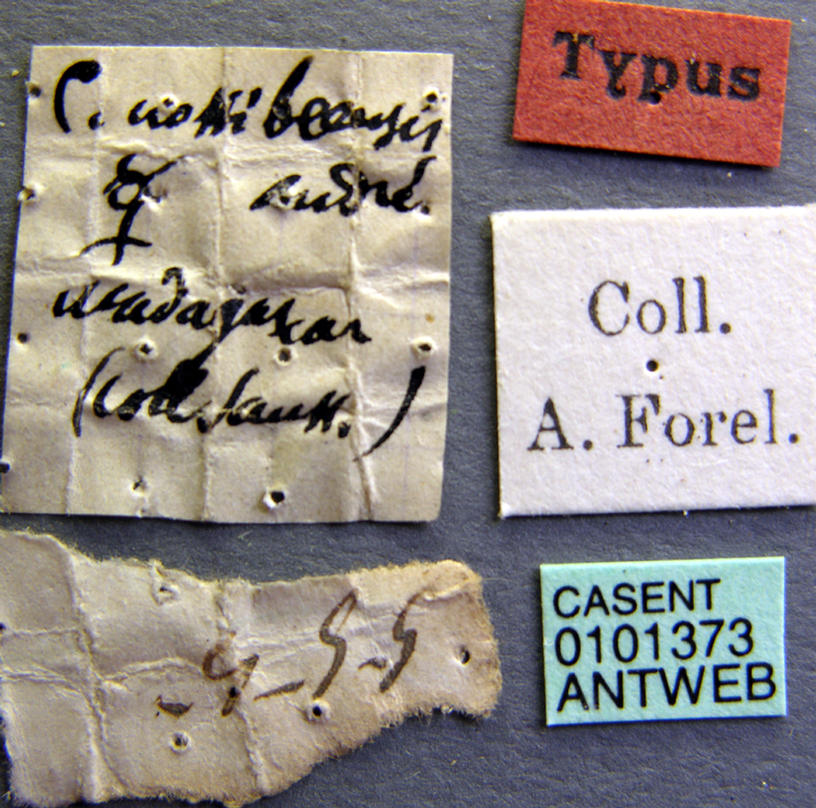
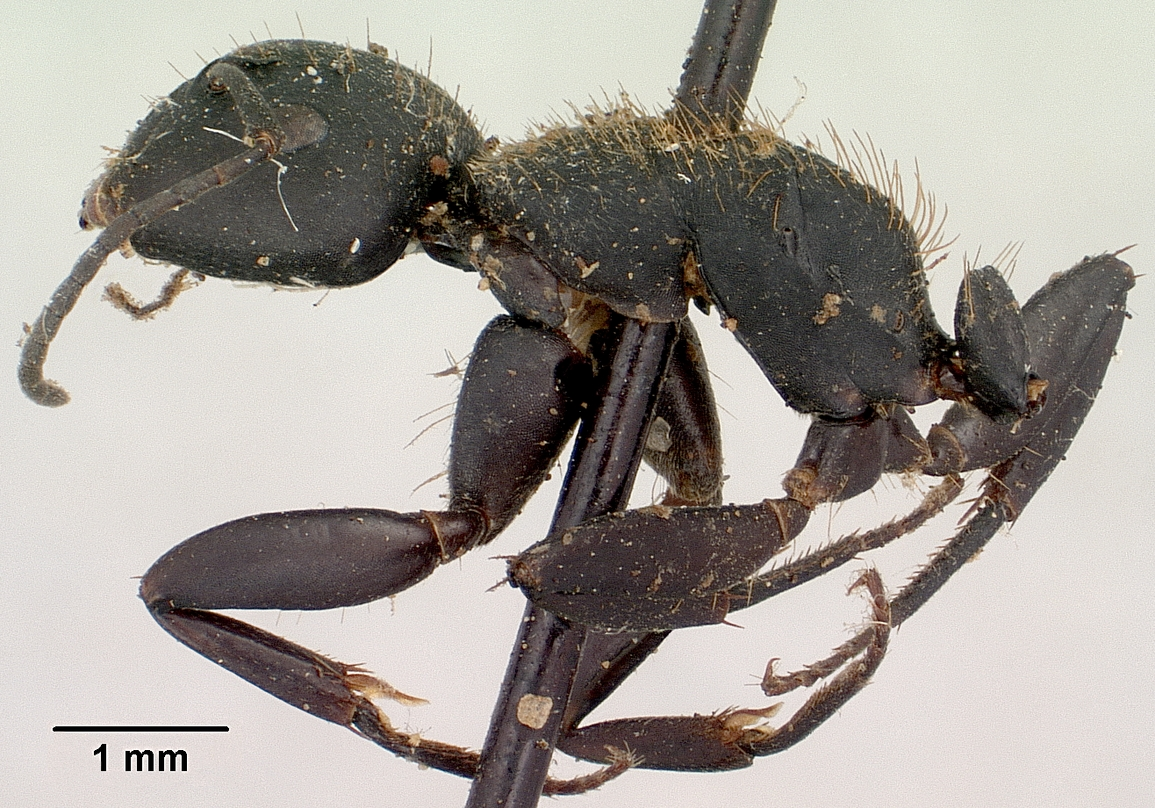